# Victor Orakpo
Victor Ikechukwu Jonathan Orakpo (14 gennaio 2006) è un calciatore nigeriano, attaccante del Montpellier, in prestito dal Nizza.

## Carriera

### Club
Orakpo è cresciuto nel VOE Football Academy ed il 31 gennaio 2024 è stato acquistato dal Nizza, club della prima divisione francese. Ha debuttato in prima squadra il 18 agosto seguente nell'incontro di Ligue 1 perso 2-1 contro l'Auxerre.

### Nazionale
Ha giocato nella nazionale nigeriana Under-20.

## Statistiche

### Presenze e reti nei club
Statistiche aggiornate al 10 novembre 2024
| Stagione        | Squadra         | Campionato      | Campionato | Campionato | Coppe nazionali | Coppe nazionali | Coppe nazionali | Coppe continentali | Coppe continentali | Coppe continentali | Altre coppe | Altre coppe | Altre coppe | Totale | Totale | Totale |
| Stagione        | Squadra         | Comp            | Pres       | Reti       | Comp            | Pres            | Reti            | Comp               | Pres               | Reti               | Comp        | Pres        | Reti        | Pres   | Reti   |        |
| --------------- | --------------- | --------------- | ---------- | ---------- | --------------- | --------------- | --------------- | ------------------ | ------------------ | ------------------ | ----------- | ----------- | ----------- | ------ | ------ | ------ |
| 2024-2025       | Nizza           | L1              | 4          | 0          | CF              | 0               | 0               | UEL                | 1                  | 0                  | -           | -           | -           | 5      | 0      |        |
| Totale carriera | Totale carriera | Totale carriera | 4          | 0          |                 | 0               | 0               |                    | 1                  | 0                  |             | -           | -           | 5      | 0      |        |